# Convention internationale sur l'élimination de toutes les formes de discrimination raciale
- Reconnait la compétence de l'Article 14
- N'accepte pas Article 14
- Signée mais pas ratifiée
- Ni signée ou ratifiée

Lire en ligne

sur le site de l'ONU : état des signataires, texte de la Convention

La Convention internationale sur l'élimination de toutes les formes de discrimination raciale est une convention des Nations unies, entrée en vigueur le 4 janvier 1969. Cette convention engage ses signataires à supprimer toute discrimination raciale, ségrégation raciale ou apartheid et à promouvoir la compréhension entre tous les peuples. Adoptée par l'Assemblée générale des Nations unies, elle a été ouverte à la signature des États le 21 décembre 1965 et est entrée en vigueur le 4 janvier 1969. À ce jour, 182 pays ont ratifié cette convention.

## Préambule
Dans son Préambule, la Déclaration sur l'octroi de l'indépendance aux pays et peuples coloniaux, la Déclaration universelle des droits de l'homme et le droit international des droits de l'homme y compris la Convention concernant la discrimination à l'emploi et la Convention concernant la lutte contre la discrimination dans le domaine de l'enseignement sont ci.
« Dans la présente Convention, l'expression «discrimination raciale» vise toute distinction, exclusion, restriction ou préférence fondée sur la race, la couleur, l'ascendance ou l'origine nationale ou ethnique, qui a pour but ou pour effet de détruire ou de compromettre la reconnaissance, la jouissance ou l'exercice, dans des conditions d'égalité, des droits de l'homme et des libertés fondamentales dans les domaines politique, économique, social et culturel ou dans tout autre domaine de la vie publique. » Alinéa un de l'article premier.

## Contenu
Les États parties s'engagent à déclarer punissable par la loi la diffusion de telles idées ainsi que toute incitation à une discrimination raciale ou à des actes de violence contre un peuple ou un groupe de personnes d'une certaine couleur de peau ou d'une certaine origine ethnique. Et plus, l'article 4 interdit de « justifier ou encourager toute forme de haine et de discrimination raciale », « à déclarer délits punissables par la loi toute diffusion d'idées fondées sur la supériorité ou la haine raciale, toute incitation de la discrimination » et « à déclarer illégale interdire les organisations ainsi que les activités de propagande organisée et tout autre type d'activité de propagande qui incitant à la discrimination raciale et qui l'encouragent et à déclarer délit punissable par la loi. », y compris le discours de haine. L'article 14 avance que « tout État partie peut déclarer pour recevoir et examiner des communications émanant de personnes ou de groupes de personnes relevant de sa juridiction qui se plaignent d'être victimes d'une violation » malgré l'existence des pays qui n'admettent pas cet article.
Cette convention est le cinquième des douze instruments internationaux relatifs aux droits de l'homme.

## Comité pour l'élimination de la discrimination raciale
Le Comité pour l'élimination de la discrimination raciale (CERD) est l'organe d'experts en droits de l'homme chargé de surveiller la mise en œuvre de la Convention. Il est composé de 18 experts indépendants des droits de l'homme, élus pour un mandat de quatre ans, la moitié des membres étant élue tous les deux ans. Les membres sont élus au scrutin secret par les parties, chaque partie étant autorisée à nommer un de ses ressortissants au Comité.
Toutes les parties sont tenues de soumettre des rapports réguliers au Comité, décrivant les mesures législatives, judiciaires, politiques et autres qu'elles ont prises pour donner effet à la Convention. Le premier rapport doit être présenté dans l'année qui suit l'entrée en vigueur de la Convention pour l'État concerné ; les rapports suivants doivent être présentés tous les deux ans ou à la demande du Comité[87]. Le Comité examine chaque rapport et fait part de ses préoccupations et de ses recommandations à l'État partie sous la forme d'"observations finales"
| Nom du membre                              | Nationalité    | Fin de mandat |
| ------------------------------------------ | -------------- | ------------- |
| Mr. Noureddin Amir                         | Algerie        | 2026          |
| Mr. Michal Balcerzak (Vice-chairperson)    | Pologne        | 2026          |
| Mr. Michael Boker-Wilson                   | Liberia        | 2028          |
| Ms. Chinsung Chung (Vice-chairperson)      | Corée du Nord  | 2026          |
| Mr. Bakari Sidiki Diaby                    | Côte d’Ivoire  | 2026          |
| Ms. Régine Esseneme                        | Cameroun       | 2026          |
| Mr. Jian Guan                              | Chine          | 2028          |
| Mr. Ibrahima Guisse (Rapporteur)           | Sénégal        | 2028          |
| Mr. Chrispine Gwalawala Sibande            | Malawi         | 2028          |
| Mr. Gün Kut                                | Turquie        | 2026          |
| Ms. Gay McDougall                          | Etats-Unis     | 2026          |
| Mr. Vadili Rayess                          | Mauritanie     | 2028          |
| Ms. Verene Albertha Shepherd (Chairperson) | Jamaïque       | 2028          |
| Ms. Stamatia Stavrinaki (Vice-chairperson) | Grèce          | 2028          |
| Ms. Mazalo Tebie                           | Togo           | 2026          |
| Ms. Faith Dikeledi Pansy Tlakula           | Afrique du Sud | 2028          |
| Mr. Abderrahman Tlemcani                   | Maroc          | 2028          |
| Mr. Yeung Kam John Yeung Sik Yuen          | Maurice        | 2026          |

## Signataires
Parmi les pays signataires, se trouvent notamment :
- l'Iran en 1968
- la France en 1971
- l'Italie en 1976
- Israël en 1979
- la République populaire de Chine en 1981
- les États-Unis d'Amérique en 1994
- l'Arabie saoudite en 1997
- l'Afrique du Sud en 1998